# Los Lagos (Chile)
Los Lagos es una ciudad y comuna ubicada al sur de Chile, en el centro de la XIV Región de Los Ríos. Forma parte de la provincia de Valdivia. Se encuentra a 67 kilómetros de Valdivia y a 834 kilómetros de Santiago por ruta 5 sur. Sus límites comunales están determinados tanto por características geográficas como por divisiones administrativas: al norte, las comunas de Máfil y Panguipulli son separadas por los ríos San Pedro y Calle-Calle; al sur, limita con Futrono y Paillaco, a través de diversos cursos de agua como el estero Belén, los ríos Collilelfu, Pichico, Trafún, Remehue, y los esteros El Trébol y Huite, además de las cumbres de la cordillera Negra hasta llegar al volcán Mocho-Choshuenco. Por el este, su frontera con Futrono y Panguipulli coincide en un punto del volcán Mocho-Choshuenco, mientras que al oeste limita con Valdivia, marcado por el estero Cuicuileulfu y las cumbres de los cerros Huichahue. El territorio cuenta con una superficie de 1791km² y con una cantidad de habitantes de 21.431.
La comuna cuenta con diversas fuentes de agua, tales como ríos, lagos y esteros cordilleranos. Entre las más relevantes se encuentran los ríos San Pedro, Quinchilca y Collilelfu, los cuales son de gran valor para la comunidad local. Asimismo, está presente también el lago Riñihue, el cual forma parte de la cadena de los “Siete Lagos”. En conjunto estos recursos híbridos dan lugar a una relevante cantidad de flora y fauna, lo que además contribuye significativamente al desarrollo del turismo en el sector.
El poblado se funda el 22 de diciembre de 1891 y se denomina “Quinchilca” debido al fuerte construido en esa zona en el siglo XVI por los conquistadores españoles. En el año 1894, con la creación de la línea férrea, se desarrolla en gran medida la economía y demografía del lugar lo que impulsa procesos sociales que forjan la identidad de la localidad. En 1927 las subdelegaciones que integraban la antigua municipalidad de Quinchilca fueron designadas en calidad de comuna, adoptando oficialmente el nombre de “Los Lagos” el 28 de enero de 1928.

## Historia

### Período precolombino
La historia de la comuna de Los Lagos se remonta al siglo III de la era cristiana. El territorio entre el río Bío-Bío y el Toltén se encuentra habitado por los pehuenches y puelches, tribus nómadas dedicadas a la caza y recolección. Dichas comunidades conviven de forma pacífica, por lo que no han desarrollado prácticas guerreras. Cuando los mapuches llegan al territorio, los pueblos asentados en el lugar son divididos y expulsados, una fracción se refugia al norte del Bío-Bío y la otra al sur de Toltén. Los mapuches llaman “picunche” a los que se ubican al norte del Bío-Bío, los cuales encuentran tribus afables a las que se unen. A los del sur de Toltén les llamaron “huilliches”, quienes después de afrontar grandes penurias terminaron por establecerse en el valle de Guadalafquén y en los valles cordilleranos de Mocho-Coshuenco, desarrollando ganadería y agricultura, además de conservar vestigios de la cultura chincha-chilena.

### Conquista española
El licenciado Pedro de la Gasca, presidente de la Real Audiencia de Lima y con facultades del rey de España, asigna a Pedro de Valdivia como gobernador y conquistados del territorio entre Copiapó y Osorno el 18 de abril de 1548. Valdivia hace sus exploraciones hasta el río Bío-Bío y encomienda a Juan Bautista Pastene el reconocimiento de la zona austral. Pastene y su tripulación se adentran en un gran río y llegan al pueblo de Ainyl, donde son bien recibidos por los habitantes locales, quienes les entregan a modo de regalo, granos y carnes. Los españoles no dejan asentamientos en el lugar, ya que los nativos de Ainyl, reconocen y aceptan la nueva designación y prometen obediencia al rey de España.
Pedro de Valdivia decide fundar otra ciudad, al sur de Concepción, en la Araucanía, pero prosigue su avance hacia la zona Austral. Acompañado de Rodrigo Gonzales Marmolejo y otros 150 hombres, cruzan el río Toltén y llegan al territorio de los huilliches, donde encuentran cierta resistencia por parte de los habitantes. Posteriormente, siguen hacia el sur hasta llegar al poblado de Ainyl y toman como posesión el valle contiguo al pueblo, allí fundan la ciudad de Valdivia el 9 de febrero de 1552.

### Terremoto de 1575
Un sismo de magnitud 8,5 impacta en la ciudad de Valdivia y sus alrededores el 16 de diciembre de 1575, es uno de los primeros megaterremotos reportados en Chile. El sismo causa la salida del mar y el derrumbe de un cerro que provoca la obstrucción del desagüe natural del lago Riñihue. Aquella obstaculización de tierra hace crecer las alturas de las aguas, y cuatro meses después revienta, produciendo una avalancha que inunda todo a su paso. Se registra un gran número de pérdidas en el ganado y en las casas destruidas, al igual que una considerable cifra de fallecidos. Algunos habitantes logran salvarse al subir a terrenos altos y botes, sin embargo, en la tribu de los collis, acentuados en Collilelfu, no hay sobrevivientes, la avalancha inunda el valle y sepulta a todos sus habitantes en lodo.

### Fuerte Quinchilca
Las ciudades fundadas contaban con fortificaciones, Valdivia no era la excepción. La presencia española en la cuenca del Ainylebo causa abusos y asesinatos, lo que lleva a los aborígenes a la rebelión. La rebelión se propaga y motiva el pedido de refuerzos para instalar fuertes que demuestren la presencia española, y que, a la vez, les brinden protección. El fuerte de Quinchilca y Arquilhue son fundados en 1581. Los jesuitas establecen una misión en el fuerte de Quinchilca, confortar espiritualmente a los soldados y evangelizar a los indígenas.

### Rebelión de 1599
Los mapuches y huilliches inician una rebelión en 1599, debido a los abusos y agravios que sufren por parte de los españoles. La ciudad de Valdivia y varios fuertes cercanos, incluyendo Quinchilca y Arquilhue, son atacados y destruidos la noche del 24 de diciembre de 1599. En dichos lugares, la devastación es total, los defensores son aniquilados y más de seis ciudades son destruidas, los esfuerzos por recuperar el territorio por parte de los españoles fueron infructuosos durante décadas. La colonización y conquista de los españoles en las tierras al sur llega a su fin, los huilliches vuelven a apropiarse de las tierras de Guadalafquén.

### Traslado a Collilelfu
El virreinato del Perú decide repoblar Valdivia, y una expedición llega a Corral el 6 de febrero de 1645. El fuerte Quinchilca y la capilla del lugar se restauran en 1646, estableciendo una aldea alrededor de ellos con el propósito de evangelizar a los indígenas. Misioneros del Colegio de Chillán se establen en 1777 en Quinchilca, y la capilla misionera se transforma en una iglesia.
Thomas Cochrane se apodera de la ciudad de Valdivia el 4 de febrero de 1820, los españoles huyen hacia Chiloé y abandonan las fortalezas, desmantelando Quinchilca, no obstante, permanece como un poblado. Sus habitantes, tras sentirse aislados y desprotegidos, deciden abandonar el sector y se trasladan a un pequeño valle a ocho kilómetros de distancia, el cual antes había sido territorio de la tribu de los collis. Quinchilca se consolida en la nueva localidad a mediados del mes de marzo de 1821, aunque ese acontecimiento no se le notifica a la gobernación de Valdivia, lo que significa que nunca hay un reconocimiento oficial del traslado a Collilelfu.
Los misioneros capuchinos procedentes de Génova, refundan la misión de evangelización en 1849. La misma población de Collilelfu se encarga de elegir la capilla y los aposentos de los misioneros. Los capuchinos quieren brindar educación a los nativos, establecen colegios, pero el gobierno no les brinda apoyo.
Carmen Goicolea edifica una escuela y un internado, que entran en funcionamiento en 1888. El colegio tiene como objetivo, educar e instruir a las mujeres indígenas, práctica que es mal vista, lo que desemboca en un incendio provocado el 24 de diciembre del mismo año de su fundación. Carmen Goicolea, al ver que no se trata de reconstruir la escuela, se traslada a Río Bueno para continuar con su obra.

### Territorio comunal
La Ley de Comuna Autónoma, que establece las nuevas municipalidades y sus respectivas cabeceras, se promueve en 1891. El artículo 2 del Decreto Supremo, señala que la cabecera de las municipalidades indicadas será la población del mismo nombre. La ley se aplica y se funda oficialmente la comuna de Quinchilca, no obstante, la cabecera nunca llega a establecerse a la localidad. En el momento del decreto, Quinchilca solo existía en los antecedentes oficiales de la república, ya que, la fachada de la iglesia en ruinas apenas recordaba que allí hubo un asentamiento humano.
Debido a que Quinchilca no tenía una población física establecida, ni un edificio fiscal adecuado para la municipalidad, se establece el asiento comunal en Calle-Calle. Un decreto supremo de 1894 formaliza tal cambio, señalando que la decisión se apoyó en el informe de 1891 que indicaba que Quinchilca existía únicamente en los documentos.

### Ferrocarril
El estudio sobre el trazado del ferrocarril del sur en el tramo Antilhue-Pichirropulli y su extensión a Valdivia, estaba terminado en 1894. El campamento de obra se instala en 1895, lo que atrae a una fuerza laboral considerable, con aproximadamente 700 artesanos y trabajadores en la línea, de los cuales unos 400 ocupan el campamento de Collilelfu. La afluencia de la mano de obra impulsa el comercio local, más del 70% de los 105 establecimientos de consumo de bebidas alcohólicas registrados en la primera matrícula comercial se encontraban en Collilelfu, en los que se atendían especialmente a los trabajadores del ferrocarril. Además, el ferrocarril estimuló la explotación agrícola, ganadera y maderera al proporcionar un medio de transporte eficiente para los productos.
Para la atención de los trabajadores del ferrocarril, se instalan comercios de “atención preferencial”, lo que es motivo de atracción para los valdivianos que pasan por ahí en sus excursiones de pesca a los lagos Riñihue, Ranco o Calafquén. La consigna de los pescadores era “Pesca a los grandes lagos”, pero con el transcurso del tiempo evoluciona a “Vamos a los lagos”, simulando acuerdos para ir a pescar cuando en realidad su destino iba a ser Collilelfu. La consigna de “Vamos a los lagos” motiva a los ferrocarrileros a llamar “Los Lagos” al lugar de Collilelfu, y así se le conoció desde entonces. Más tarde, la empresa de ferrocarriles cambia el nombre de la estación, debido a que existían dos con el mismo nombre de Collilelfu, y la bautizan “Los Lagos”.

### Junta de vecino
La última manifestación del sistema electoral bajo la ley de 1891, que tenía como propósito elegir a nueve regidores municipales, se lleva a cabo el 13 de abril de 1924; sin embargo, la continuidad de ese marco legal es breve. El acto electoral tradicional se suspende en 1927 por mandato del Decreto N.º 740, una disposición que instaura las juntas de vecinos con el propósito de reemplazar a las municipalidades. La medida es acompañada por la Circular N.º 12, emitida el 9 de mayo del mismo año, la cual instruye a intendentes y gobernadores a evaluar las cualidades de los alcaldes en funciones, con miras a integrarlos en las juntas de vecinos que remplazarían al gobierno local.
La administración comunal, bajo la modalidad de las juntas de vecinos, se mantiene en vigor hasta 1935. Durante el mismo periodo, se produce la transición del nombre de la comuna, se adopta finalmente la denominación de “Los Lagos”. Su nombramiento oficial se publica en el diario el día 28 de enero de 1928.

## Patrimonio

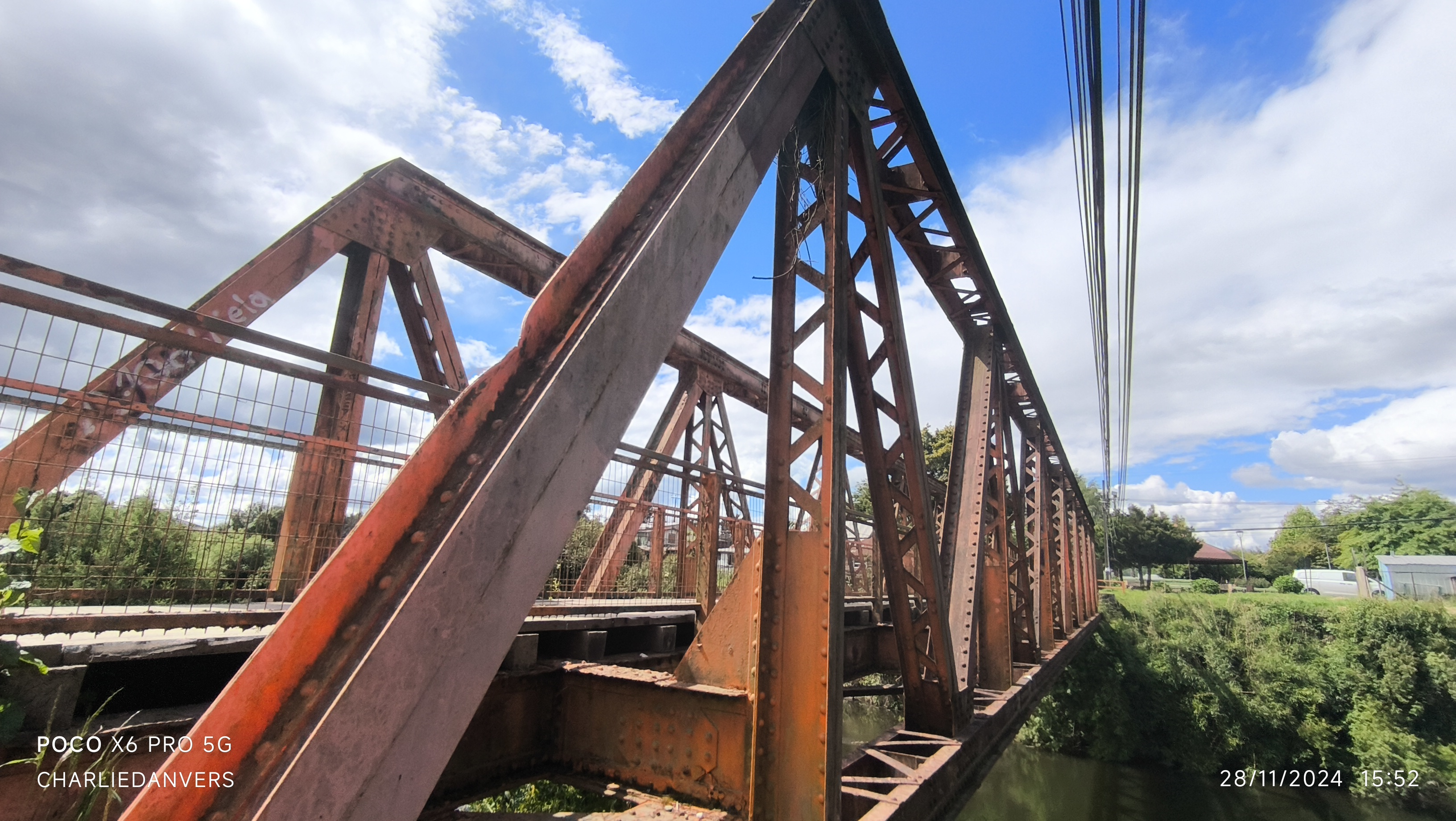
Puente Collilelfu

El puente Collilelfu y la antigua estación Collilelfu forman parte de un conjunto ferroviario ubicado en la comuna de Los Lagos. Son declarados Monumentos Históricos en el año 2013, tras la solicitud del alcalde de turno, señor Samuel Torres Sepúlveda. Dicho título lo recibieron debido a los valores arquitectónicos con los que cuentan, además, representan la historia ferroviaria del sur de Chile. El tren, en sus años de funcionamiento, aporta en la organización del territorio y conecta comunidades anteriormente aisladas.
El puente Collilelfu, con alrededor de 40 metros de largo, posee una estructura de acero que sobresale por su diseño metálico y su integración con el entorno natural. Es fabricado en Francia por la empresa Schneider y Creusot entre los años 1905 y 1907. A pesar de los años, sus vigas y piezas metálicas se mantienen en muy buenas condiciones, lo cual refuerza su valor histórico y material.

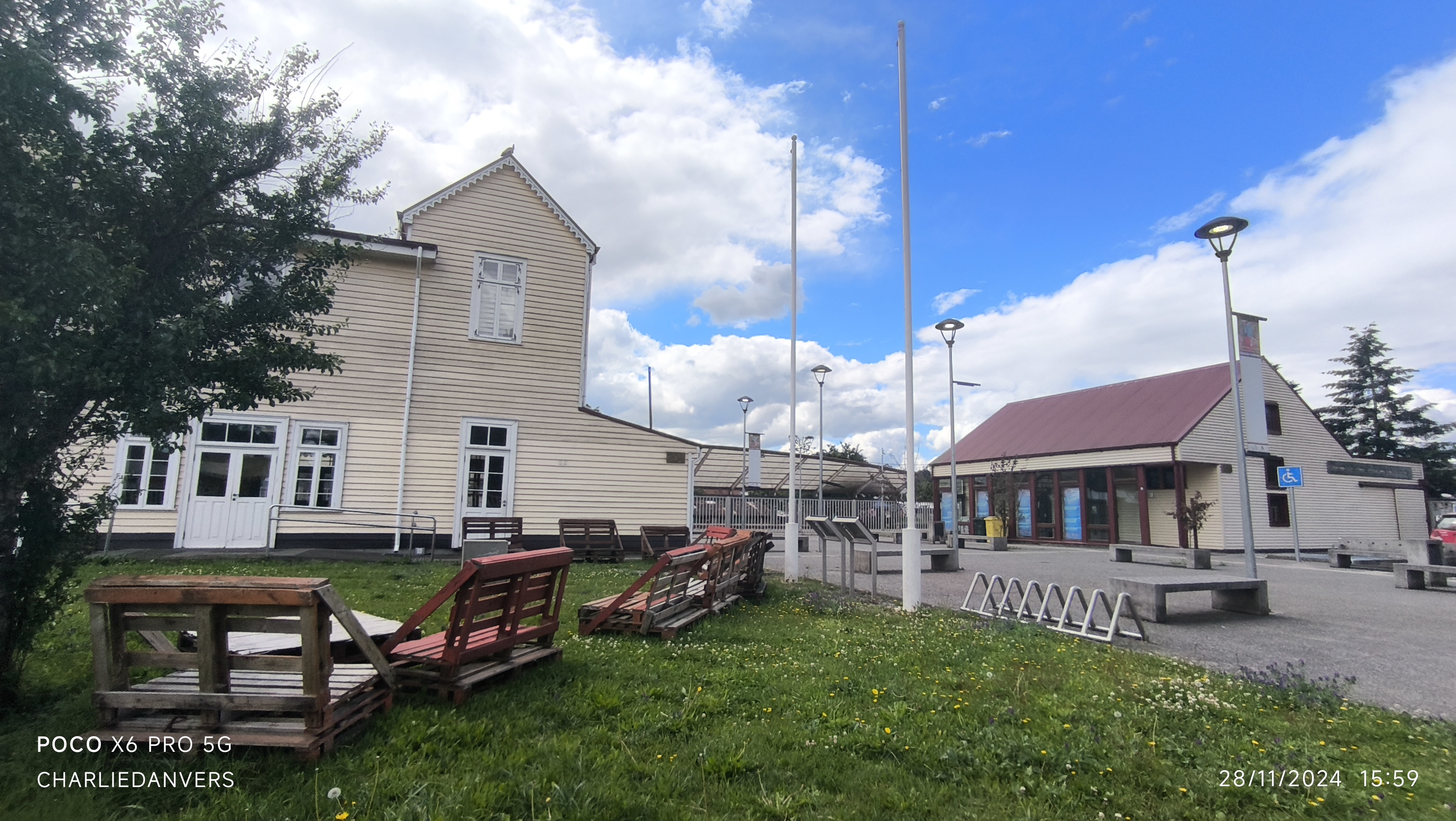
Estación Collilelfu

La Estación Collilelfu es construida principalmente con maderas nativas como el raulí, el laurel y el lingue. Llama la atención por su arquitectura simétrica, tiene dos torres laterales unidas por una parte central, donde se ubica la anterior sala de espera, ese tipo de diseño es muy característico de las estaciones del sur del país y le da identidad a cada parada del ramal. El área fue protegida también como zona típica, incluyendo el antiguo trazado del tren, con el fin de conservar no solo su historia, sino también su vínculo con el paisaje natural.

## Turismo
El turismo en Los Lagos se centra, principalmente, en las áreas naturales que rodean la localidad. Posee diversas fuentes de agua y zonas protegidas, entre las más destacadas se encuentran, el río San Pedro, el lago Riñihue, y la Reserva Nacional Mocho-Choshuenco..  
El río San Pedro es un flujo de agua de tipo pluvial que atraviesa una parte significativa de la región de Los Ríos, su travesía se extiende por aproximadamente 80 kilómetros, pasa por las comunas de Panguipulli, Los Lagos, Valdivia y Corral, para al final concluir en el mar. Se le conoce como San Pedro desde su nacimiento hasta su confluencia con el río Collilelfu, en los diferentes tramos de su recorrido también se le conoce como río Calle-Calle y río Valdivia. El caudal del río aumenta durante la estación invernal, desde junio hasta agosto, mientras que disminuye en el verano, desde enero hasta marzo. En el río San Pedro se realizan diversas actividades turísticas, tales como, pesca deportiva, rafting, kayak y baños en pozones naturales, además, sus riberas se encuentran rodeadas de bosques laurifolios y caducifolios.
El lago Riñihue se origina de glaciares, resalta por sus aguas de color azul verdoso y su resguardado ambiente natural. En la estación estival, se transforma en uno de los lugares turísticos más destacados de la comuna de Los Lagos, proporcionando un entorno seguro y preparado para el reposo. La playa municipal del lago Riñihue cuenta con salvavidas, baños, fogones, aparcamiento y área de baño específica. El número de turistas ha potenciado la economía local, dado que numerosos residentes alquilan viviendas y brindan productos tradicionales y artesanías, reforzando de esta manera el turismo sostenible en la región. 
La Reserva Nacional Mocho-Choshueno es un lugar donde se pueden realizar actividades como el montañismo, el senderismo y el esquí de travesía, dando lugar al contacto directo con bosques autóctonos, volcanes y ríos. La reserva permite visualizar al volcán Mocho-Choshuenco y la flora típica de la zona. Se pueden practicar deportes de aventura como el rafting y el kayak en corrientes autóctonas, además, se ha establecido una propuesta turística que abarca refugios montañosos, campamentos, alojamientos, restaurantes, así como la contratación de guías y operadores de turismo. 

## Medio ambiente

### Geomorfología y componentes abióticos

Trazado simplificado de los ecosistemas y cuerpos de agua presentes en la comuna de Los Lagos.

La comuna de Los Lagos se encuentra emplazada en las unidades geomorfológicas de Llano central con morrenas y conos, Cordillera volcánica activa, Precordillera morrénica y lagos de barrera morrénica; y presenta según la clasificación climática de Köppen clima de tundra de lluvia invernal (ET (s)), clima mediterráneo de lluvia invernal (Csb), clima mediterráneo frío de lluvia invernal (Csc), clima templado lluvioso con leve sequedad estival (Cfb (s)) y clima templado lluvioso frío con leve sequedad estival (Cfc (s)). Las precipitaciones promedio varían entre 2300 y 3500 mm, concentrándose en los meses de invierno, aun cuando en verano y primavera también se registran lluvias. El promedio anual de temperatura bordea los 13 °C.
Esta además se halla entre las cuencas hidrográficas de río Bueno y río Valdivia. Además, la comuna posee diversos cuerpos de agua, entre los que se destacan el lago Rinihue; y río Blanco, río Callecalle, río Collileufu, río Enco, río Iñaque, río Mafil, río Mañio, río Pichico, río Putraique, río Quinchilca, río Remehue, río San Pedro y río Trafun.

### Componentes bióticos
Dentro del territorio de la comuna se pueden hallar los siguientes ecosistemas:
- Bosque caducifolio templado andino donde predominan Nothofagus alpina y Dasyphyllum diacanthoides (En peligro)
- Bosque caducifolio templado andino donde predominan Nothofagus alpina y Nothofagus dombeyi (Vulnerable)
- Bosque caducifolio templado andino donde predominan Nothofagus pumilio y Drimys andina (Vulnerable)
- Bosque caducifolio templado donde predominan Nothofagus obliqua y Laurelia sempervirens (En peligro)
- Bosque laurifolio templado interior donde predominan Nothofagus dombeyi y Eucryphia cordifolia (Preocupación menor)
- Bosque siempreverde templado andino donde predominan Nothofagus dombeyi y Gaultheria phillyreifolia (Vulnerable)
- Matorral bajo templado andino donde predominan Adesmia longipes y Senecio bipontinii (Vulnerable)
- Matorral bajo templado andino donde predominan Discaria chacaye y Berberis empetrifolia (Vulnerable)

### Medidas de protección ambiental y conflictos socioambientales
Hasta 2022, la comuna de Los Lagos cuenta con las siguientes zonas que poseen algún nivel de protección ambiental:
- Bosque Caducifolio del Sur (Sitios ERB)[19]
- Bosque Laurifolio de Los Lagos (Sitios ERB)[20]
- Bosques Templados Lluviosos (Reserva Biósfera)[21]
- Corredor ribereño Río San Pedro - Río Valdivia (Sitios ERB)[22]
- Fundo Colehual (antes Malihue) (Iniciativa de Conservación Privada)[23]
- Fundo Los Bajos (Iniciativa de Conservación Privada)[24]
- Humedal Collilelfu-Equil (Humedal urbano)[25]
- Mocho Choshuenco (Sitios Ley 19.300)[26]
- Parcela Lipingue (Iniciativa de Conservación Privada)[27]
- Reserva Nacional Mocho - Choshuenco (Reserva Nacional)[28]
- Riñimahuida (Iniciativa de Conservación Privada)[29]
- Sin Nombre (Laura Santana) (Iniciativa de Conservación Privada)[30]
- Sin Nombre (Parcela Patricio Cortes) (Iniciativa de Conservación Privada)[31]
- Valle Rio San Pedro (Paisaje de Conservación)[32]

## Demografía

### Localidades
Una de las características de la comuna es la gran cantidad de localidades rurales que la componen, formando algunos pequeños poblados o caseríos, entre los que se destacan Folilco, Antilhue y Riñihue. Los dos últimos cuentan con dotación policial permanente de Carabineros.

## Administración
Los Lagos es administrada por el alcalde Aldo Retamal Arriagada (PCCh), quien ha sido elegido por el periodo 2021-2025, y el Honorable Concejo Municipal está compuesto por:
- Marco Antonio Saavedra Carrasco (PDC)
- Alejandra Rachel Martínez Fuentes (PCCh)
- Parmenia Elena Aburto Aburto (RN)
- Carlos Roberto Carrillo Contreras (PRI)
- Javier Ignacio Santibáñez Báez (PS)
- Alexis Saldias Moraga (UDI)

## Economía

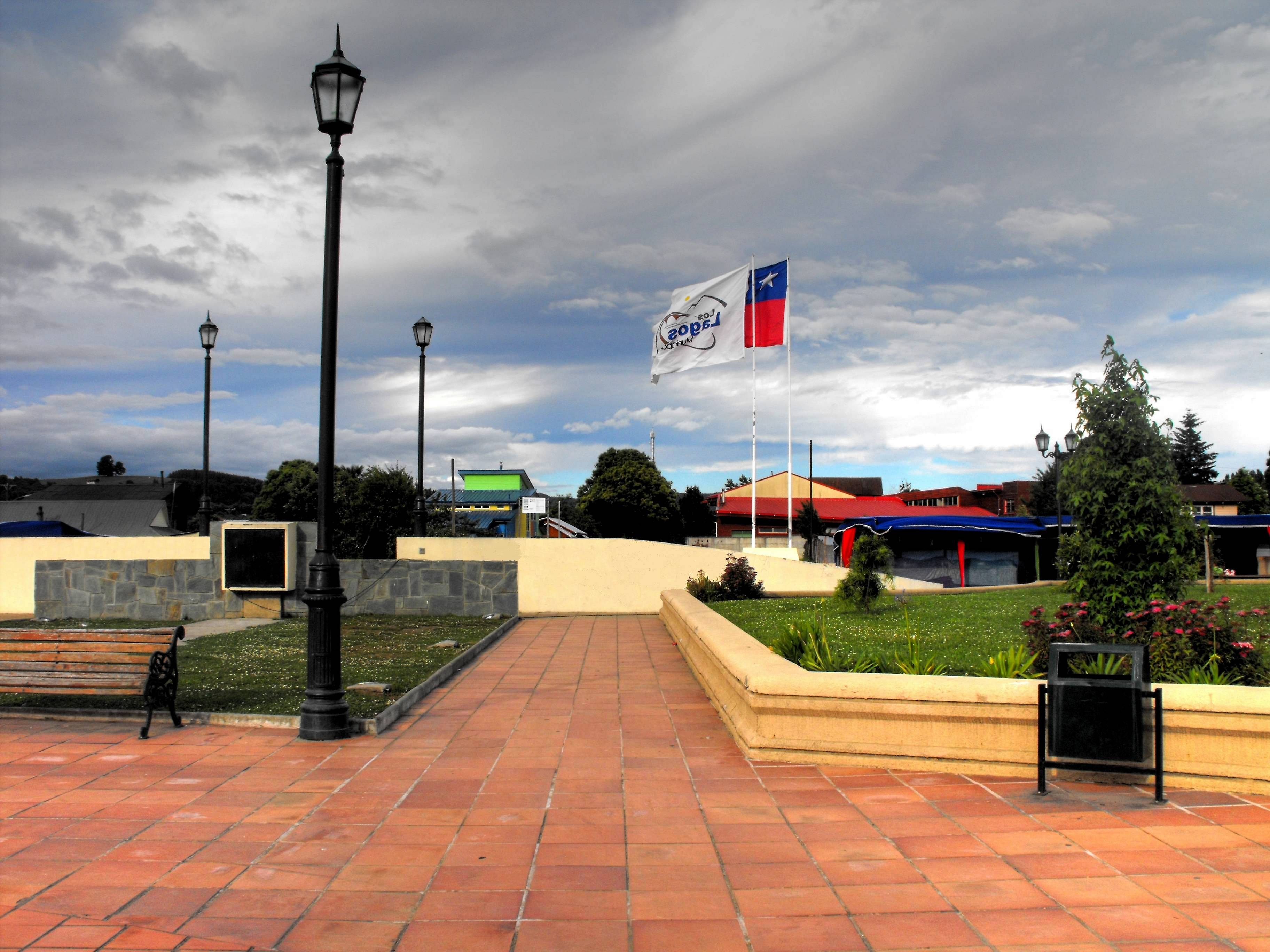
Plaza de armas de Los Lagos.

Las principales fuentes económicas son las actividades agrícola, ganadera y forestal, contando con empresas procesadoras tanto de lácteos como de maderas,  hierbas aromáticas y medicinales. La mixtura de cerros, ríos, lagos y selva valdiviana hace que actualmente la actividad turística sea un nuevo polo de desarrollo comunal, principalmente ligado a actividades como el balsismo y el campismo, aprovechando los rápidos del río San Pedro y las playas del lago Riñihue.
En 2018, la cantidad de empresas registradas en Los Lagos fue de 291. El Índice de Complejidad Económica (ECI) en el mismo año fue de -0,17, mientras que las actividades económicas con mayor índice de Ventaja Comparativa Revelada (RCA) fueron Empresas de Servicios de Topografía y Agrimensura (73,24), Cría de Ganado Bovino para Producción Lechera (65,76) y Servicio de Recolección, Empacado, Trilla, Descascaramiento y Desgrane (52,96).

## Transporte

### Conectividad vial

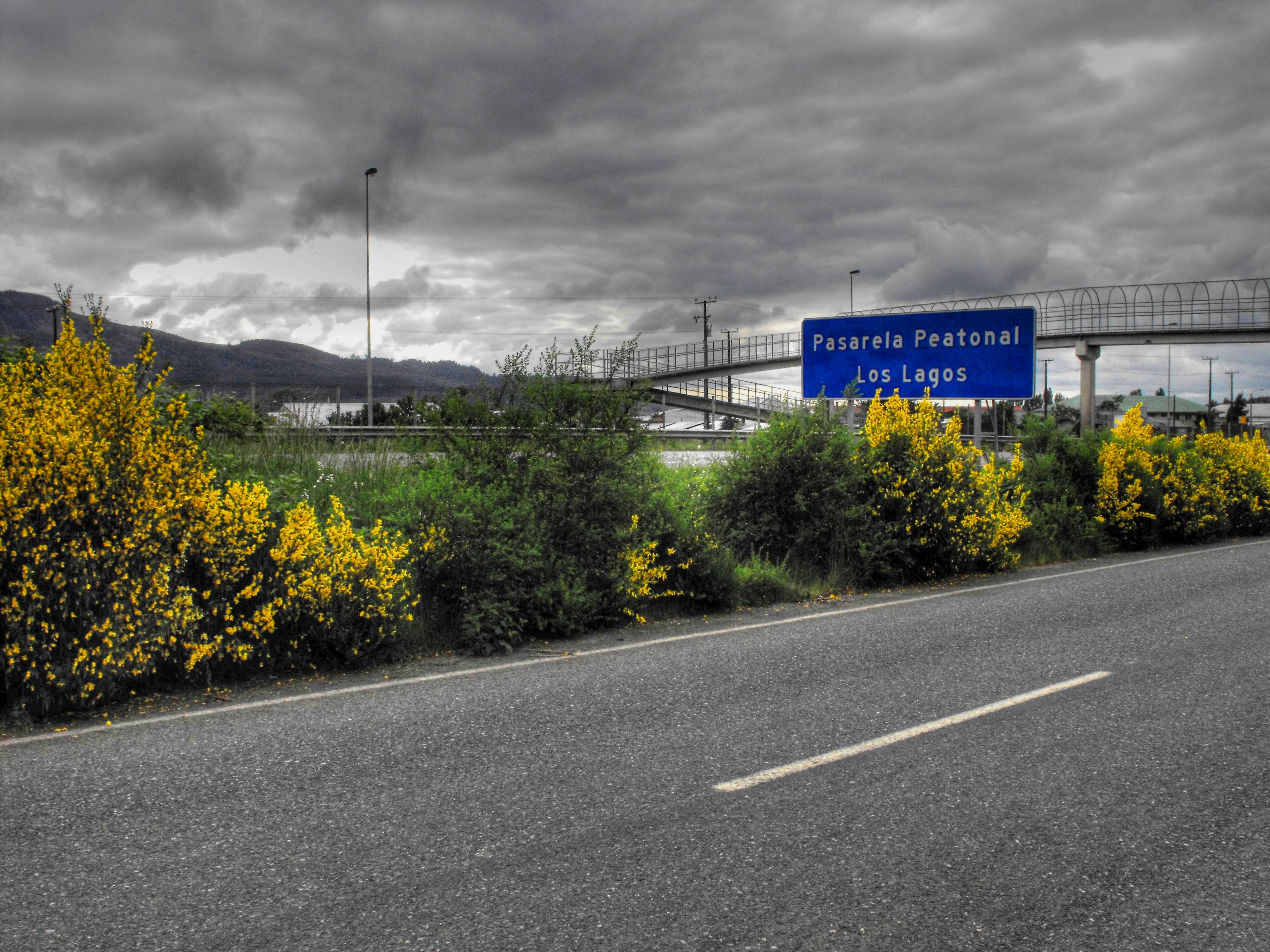
Pasarela peatonal Los Lagos, en el kilómetro 834,3 de la Ruta 5 Sur.

La principal vía de acceso a la comuna es la Ruta 5 Sur, flujo que la conecta con las comunas de Máfil (al norte) y Paillaco (al sur). La conexión con Valdivia, capital regional, se realiza principalmente por la Ruta 204, bello camino que bordea el río Calle Calle, pasando por Antilhue, esta es la ruta con menor distancia por recorrer, en comparación con las anteriormente nombradas (45 km) una alternativa es seguir la ruta 5 hasta Paillaco y luego continua por la ruta 207 o hasta Máfil por el norte, desde donde se debe tomar la ruta 205. 
Desde Los Lagos al oriente se bifurcan dos carreteras, una con dirección a Riñihue, con una longitud de 38 km, y la otra con destino a Panguipulli (56 km).
La vialidad comunal se sustenta en ejes hacia puntos de alto desarrollo habitacional, los cuales hoy se encuentran en proceso de ser declarados como radios urbanos con sus propios planes reguladores y seccionales. Desde Los Lagos, las distancias aproximadas hacia los principales centros poblados de la comuna son: Antilhue 16 km; Folilco 15 km; Riñihue 34 km.
La conectividad en el sector rural se caracteriza por la presencia de caminos vecinales de ripio en regular estado.

### Buses interurbanos
La ciudad cuenta con 3 terminales de buses:(1) el terminal Tur-Bus ubicado en calle Quinchilca que ofrece diariamente salidas a Puerto Montt, Osorno, Temuco, Santiago entre otras, por medio de sus empresas Tur-Bus, Jac e Inter Sur. (2) terminal Cruz del sur ubicado en calle Quinchilca posee destinos diarios a Puerto Montt, Osorno, Temuco, Concepción, Santiago e intermedios mediante sus empresas Cruz del Sur y Pullman Sur finalmente (3) el terminal Los Lagos de propiedad municipal donde se disponen al usuario recorridos dentro de la región a Valdivia, Máfil, Paillaco, Riñihue, Panguipulli y recorridos rurales dentro de la comuna, hoy también se cuenta con servicios interprovinciales a Santiago e intermedios.

## Medios de comunicación

### Radioemisoras
FM
- 88.3 MHz - FM Luz
- 91.5 MHz - Radio Bío-Bío
- 93.7 MHz - Los Lagos FM
- 94.3 MHz - Radio La Sabrosita
- 101.3 MHz - Radio Atractiva
- 105.3 MHz - Genoveva FM (Riñihue/Folilco)
- 107.5 MHz - FM Playback (80's)

### Televisión
TDT
- 5.1 - Canal 13 HD
- 5.2 - T13 En Vivo
- 7.1 - TVN HD
- 7.2 - NTV

Internet
- Los Lagos TV[35]